# SJ T44
De T44 / Td is een dieselelektrische locomotief bestemd voor het goederenvervoer en zware rangeerdiensten van de Statens Järnvägar (SJ).

## Geschiedenis
De locomotieven werden in de jaren 1960 ontwikkeld en gebouwd door Nydqvist & Holm AB (NOHAB) met een V12-cilindertweetaktdieselmotor van General Motors en Electro-Motive Division (EMD) van het type 12-645E en de elektrische installatie gebouwd door Electro-Motive Division (EMD). In het begin werden er onder meer op de Inlandsbanan ook in het personenvervoer ingezet.

### Modernisering
In 2007 werd begonnen met het moderniseren van een deel van deze locomotieven. Deze opdracht werd verstrekt aan Bombadier Transport te Randers. Na het testen van twee proeflocomotieven werd een serie van 60 locomotieven verbouwd. Deze worden als serie Td ingezet. Deze locomotieven kunnen hierdoor ook samen met elektrische locomotieven van de series Rc2, Rd2 en Re rijden. De V12-cilindertweetaktdieselmotor van General Motors en Electro-Motive Division van het type GM EMD 12-645E wordt hierbij vervangen V12-cilinderviertaktdieselmotor van MTU van het type 12V 4000 R43. Einde december 2011 waren 62 locomotieven gemoderniseerd.

## Constructie en techniek
De locomotief heeft een stalen frame. De locomotief staat op twee draaistellen. Er kunnen tot drie locomotieven gekoppeld worden bestuurd.

### Afstandsbediening

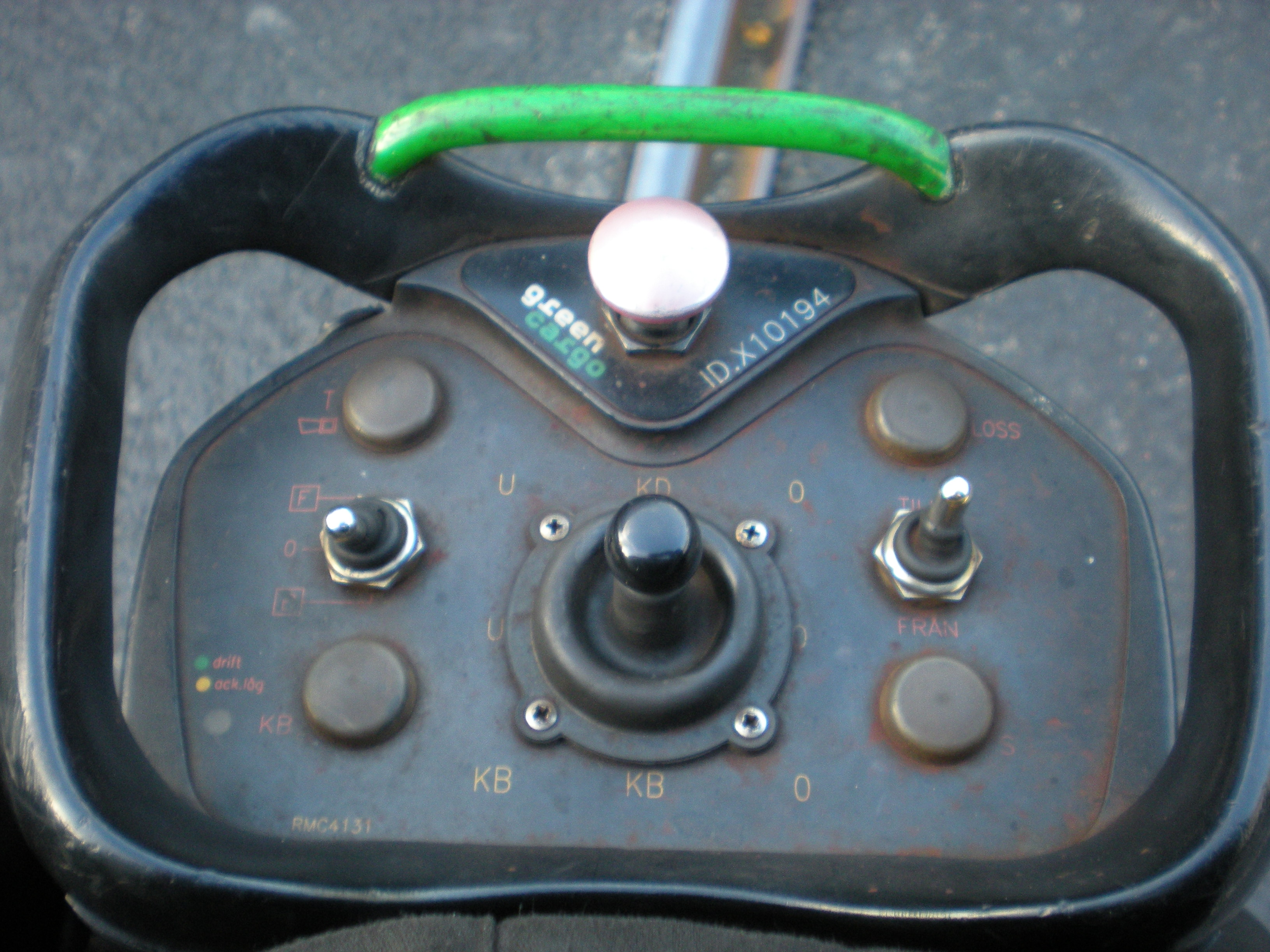
Afstandsbediening

Afstandsbediening voor locomotief type T44:
- hendels voor acceleratie en remmen.
- knoppen voor hoorn en besturing remproeven.
- hendel voor vooruit of achteruit.
- rechts hefboom voor het remmen met of zonder wagon.

### Nummers
De locomotieven werden door de Statens Järnvägar (SJ) als volgt genummerd:
| Lijst van de T 44 |          |           |            |             |
| Nummer            | Eigenaar | Bouwjaar  | UIC nummer | Opmerkingen |
| 259-283           | SJ       | 1968-1970 |            |             |
| 314-323           | SJ       | 1970-1971 |            |             |
| 329-416           | SJ       | 1975-1987 |            |             |

Na de liberalisering in 2001 zijn alle T44-locomotieven overgenomen door Green Cargo.

## Treindiensten
De locomotieven worden door Statens Järnvägar (SJ), tegenwoordig door Green Cargo ingezet voor onder meer het goederenvervoer en de rangeerdienst.

## Geluid
- https://www.youtube.com/watch?v=1bhigAMd2gQ (koude start)